# Luisenplatz-Brunnen
Die Luisenplatz-Brunnen sind zwei Brunnen in Darmstadt.

## Geschichte und Beschreibung
Im Jahre 1907 beauftragte das „Comittee zur gärtnerischen Verschönerung des Luisenplatzes“ den Architekten und Designer Joseph Maria Olbrich mit der Planung einer Neugestaltung des Luisenplatzes.
Die Realisierung entsprach nicht ganz den Plänen von Olbrich.
Die beiden Jugendstilbrunnen wurden bis zur Eröffnung der „Hessischen Landesausstellung“ im Jahre 1908 fertiggestellt.
Die runde, kelchartige Schale ruht auf vier Kugeln auf einer kurzen kannelierten Säule.
Diese Konstruktion steht in der Mitte eines runden Bassins aus rotem Sandstein.
Das Wasser entspringt einer kurzen Fontäne und läuft als Schleier über den abgerundeten, ornamentierten Rand der Bronzeschale.
Am Übergang vom flacheren zu tieferen Schalenteil befinden sich kleine, goldene Ornamente.   
An der Rundung des flachen Sandsteinbassins befinden sich vier Ausbuchtungen, an denen der Beckenrand durchbrochen ist.
Diese Ausbuchtungen sind mit stilisierten Tierköpfen verziert.